# اكمة النغاط (السبرة)

تعديل مصدري - تعديل

اكمة النغاط محلة تابعة لقرية الهوبة، التابعة لعزلة بني عاطف بمديرية السبرة إحدى مديريات محافظة إب في الجمهورية اليمنية.، بلغ تعداد سكانها 30 حسب تعداد اليمن لعام 2004.